# Il libro di Ester
Il libro di Ester (The Book of Esther) è un film del 2013 diretto da David A.R. White.
Il film narra la storia del Libro di Ester contenuto nella Bibbia, con Jen Lilley nel ruolo della protagonista Ester.